# Kolonia Łozowo
Kolonia Łozowo – nieoficjalna kolonia wsi Łozowo w Polsce położona w województwie podlaskim, w powiecie sokólskim, w gminie Dąbrowa Białostocka.
W latach 1975–1998 miejscowość administracyjnie należała do województwa białostockiego.